# Il male oscuro
Pour plus de détails, voir Fiche technique et Distribution.
Il male oscuro est une comédie dramatique italienne réalisée par Mario Monicelli, sortie  en 1990.
Ce film, tiré du roman homonyme de Giuseppe Berto, constitue une étude douce-amère sur les névroses d'un écrivain.

## Fiche technique
- Titre : Il male oscuro
- Réalisation : Mario Monicelli
- Scénario : Suso Cecchi D'Amico et Tonino Guerra d'après le roman de Giuseppe Berto
- Musique : Nicola Piovani
- Photographie : Carlo Tafani
- Montage : Ruggero Mastroianni
- Production : Giovanni Di Clemente
- Société de production : Clemi Cinematografica
- Pays de production :  Italie
- Genre : Comédie dramatique
- Durée : 114 minutes
- Date de sortie : 
  - Italie : 23 février 1990

## Distribution
- Giancarlo Giannini : Giuseppe Marchi
- Emmanuelle Seigner : la fille de Giuseppe
- Stefania Sandrelli : Sylvaine
- Vittorio Caprioli : le psychanalyste
- Elisa Mainardi : l'analyste
- Antonello Fassari : Dr. Giorgio Corsini
- Benito Artesi : Baciardi
- Néstor Garay : le père de Giuseppe
- Armando Marra : Giacomelli

## Distinctions
- Prix David di Donatello du meilleur réalisateur -  Italie  - 1990
- Nastri d'argent du meilleur scénario -  Italie  - 1991